# Modoka
 (mai 2021).
Modoka est un studio indépendant de développement de jeux vidéo fondé en 2012 et basé aux Pays-Bas.

## Ludographie
- 2014 : BubbleXrush
- 2017 : Saddies: Attack!!
- 2017 : Projectile Guardian
- 2017 : Imperia Online
- 2019 : Desert Runners
- 2019 : KarolBall
- 2019 : Lost Knight
- 2019 : BDEF: Base Defenders
- 2021 : Swiple